# Hans-Christian Günther
Hans-Christian Günther (* 28. April 1957 in Müllheim; † 27. Januar 2023 ebendort) war ein deutscher Klassischer Philologe.
Günther studierte nach dem Abitur an der Musikhochschule Freiburg Musikwissenschaften bei Wolfgang Fernow (er übte das Klavierspiel weiterhin aus). Daran schloss er ein Studium der Philosophie, Sprachwissenschaft und Klassischen Philologie an den Universitäten Freiburg im Breisgau und Oxford an. Er wurde 1985 in Freiburg mit einer Ausgabe der Euripides-Tragödie Iphigenie in Aulis promoviert und war dort ab 1986 als Akademischer Rat tätig. 1991 folgte seine Habilitation, ebenfalls in Freiburg. Anschließend war er in Freiburg Privatdozent; 1999 wurde er zum außerplanmäßigen Professor ernannt.
Günther beschäftigte sich mit antiker Philosophie, der griechischen Tragödie, augusteischer Dichtung, Textkritik, byzantinischer Philologie und der Übersetzung neugriechischer Lyrik (unter anderem Giorgios Seferis und Dionysios Solomos). Er war Leiter eines von der Volkswagenstiftung finanzierten Forschungsprojektes zur georgischen Literatur und Herausgeber der Reihe „Texte und Studien zum griechisch-orientalischen Kulturraum“.